# Philipp Ludwig Ernst Mosebach
Philipp Ludwig Ernst Mosebach (* 15. August 1770 in Trais-Horloff; † 17. Dezember 1799 in Koblenz), auch Jäger-Philipp genannt, war ein Jäger, Soldat, Räuber und Lehrmeister des Schinderhannes.

## Herkunft und Familie
Mosebach war der älteste Sohn aus der zweiten Ehe des evangelischen Pfarrers Philipp Wilhelm Mosebach (1739–1801) aus Trais-Horloff, heute Stadtteil von Hungen. Seine Mutter hieß Agnetta Benigna Bornmann und war die Tochter des Amtsvorgängers des Vaters.
Der Vater, aus Berstadt gebürtig und zuvor Pfarrer in Gießen und Laubach, beschreibt sich im Kirchenbuch von Trais-Horloff als „der Weltenweisheit und Freien Künste Magister, Metropolitan und Pfarrer allhier, der deutschen Gesellschaft zu Altdorf und Bernburg, der lateinischen zu Jena und Carlsruhe, wie auch der Königlich Preußischen Societät der Wissenschaften zu Franckfurth an der Oder Mitglied.“ Als seine Paten waren der „Hofrat Prof. Ernst Emanuel Walch in Jena, der Regierungsrat Philipp Gottfried Wegel aus Laubach und Ludwig Alexander Krebs aus Wetzlar“ angegeben.
B. Becker, Sicherheitsbeamter des Bezirks Simmern/Hunsrück, schrieb in seiner Actenmäßigen Geschichte der Räuberbanden über Philipp Mosebach: „Dieser Mensch, den das Schicksal von seiner frühesten Jugend an haßte, war der Sohn eines Oberpfarrers in der Graffschaft Solms jenseits des Rheins. Die Schicksale seiner ersten Jugend gaben auch bey ihm den Anklang zu seinem Schicksale, und der Einfluß der ersten Verirrungen seiner jungen Tage auf alle Handlungen seines reiferen Alters darf bey ihrer Würdigung nicht aus dem Auge verloren werden.“ Diese hoch angesehene Familie scheint sich des verlorenen Sohnes geschämt zu haben.
Gestützt auf einen Bericht des Schottener  Oberpfarrers Friedrich Ludwig Brieglieb, eines Schwagers von Philipp Ernst Mosebach,  wird im Kirchenbuch von Trais-Horloff im Jahr 1806 behauptet, dass Mosebach im Jahre 1799 bei Alkmaar gefallen sei. Richtig ist, dass Mosebach zuerst Jäger war, dann als Soldat in den Niederlanden diente und in Lipshausen unter die Räuber fiel.
„Ein paar tolle Streiche brachten den jungen Mosebach um die Liebe seines Vaters. Er lernte die Jägerey und ging dann in holländische Militär=Dienste.“ Eine andere Quelle spricht davon, er sei ein „ehemaliger kurtrierischer Soldat“ gewesen.

## Räuber
Philipp Ludwig Ernst Mosebach gilt als „der eigentliche Lehrmeister vom Schinderhannes“ und einer der Anführer der Moselbande. Mosebach kam 1799 in Koblenz unter die Guillotine.
Becker berichtet, dass ihn der Zufall nach Lipshausen geführt habe, wo er sich an ein Mädchen hing, das ziemlich gut aussah, aber auch aus einer Diebs-Familie stammte. Er machte es zu seinem Weibe. Gemeint ist Agnes Günster, die Philipp Ludwig Mosebach heiratete. 1795 wurde eine Tochter geboren.
„Von dieser Epoche datiert sich ein eigentliches Zusammenhalten aller derjenigen, die auf dem Hundsrücken von der Faust lebten. Ludwig Mosebach, Johannes Seibert und Johann Jakob Krämer von Lipshausen stifteten den ersten Bund. Zu ihnen gesellte sich bald Peter Zughetto, ein Landkrämer von Uerzig, und Jakob Fink von Weiler führte den Brüdern den jungen Schinderhannes zu“. Peter Zughetto (* 19. März 1772 in Ürzig; † 18. Juli 1802 bei Monzel) stammte aus einer bürgerlichen Familie von Ürzig.
Die Ortschaft Liebshausen galt als „Wiege der Banden von der Mosel und vom Hunsrück … Hier waren schon seit undenklichen Zeiten Diebesherbergen gewesen. Der Ortsvorstand selbst, stand wegen gestohlener Pferde vor dem peinlichen Tribunal … und ward zu einer Züchtungs=Strafe verurteilt. Hier wohnte Philipp Ludwig Mosebach.“
Mosebach und Zughetto spezialisierten sich auf Pferdediebstähle, erpressten Schutzgelder von Juden und überfielen einsam gelegene Gehöfte.
Es sei die „Verwicklung in zwei Bluttaten“ gewesen, „die auf Beziehungskonflikte unter den Räubern zurückgingen“, welche ihm damals den Rückweg in die normale Gesellschaft verbaut hätten.
Diese Aussage bezieht sich aber auf Johann Jakob Krämer, den „Iltis Jakob“. Mosebach schloss sich mit Johann Jakob Krämer zusammen. Krämer wurde auch Iltis Jakob, Jakob mit dem stumpfen Daumen, Trautsberger Jäger oder Buchbinder genannt. Krämer war ein zweifacher Mörder aus Eifersucht. Von Liebshausen zog er auf den Hof Trauzberg bei Manderscheid, Département de la Sarre. Dort besuchten ihn mehrmals Mosebach und Zughetto. Die Pläne für die Überfälle der Bande stammten vom Schmied und Hehler Hans Bast Nikolai, einem ehemaligen Soldaten auf dem Krinkhof, einer Diebesherberge bei Bertrich. Nikolai kooperierte mit Richard Brittig. Der Proselyt stammte aus Bertrich und war Metzger von Beruf.

### Überfall auf die Sprinker Mühle 1796
Am 7. Fructidor 1796 (24. August) wurde die Ermordung der Müllerfamilie Krones auf der Sprinker Mühle angezeigt. Die Moselbande hatte die Sprinkler Mühle des Müllers Krones im Alfbachtal überfallen, und vier Mitglieder der Familie ermordet und ein fünftes schwer verletzt.
Obwohl Mosebach nicht unter Verdacht kam, auch von keinem seiner Kumpane beschuldigt wurde, spricht einiges für seine Beteiligung an dem Verbrechen. Becker stützte sich dabei auf Verhöre, die er mit dem Schinderhannes nach dessen Festnahme in Mainz durchführte. In den Verhören nach seiner Gefangennahme belastete Bückler wiederholt Mosebach, der allerdings zu diesem Zeitpunkt schon hingerichtet worden war.
Auszug aus dem Verhör:
- Frage 183: „Habt ihr nicht im Jahr siebenzehnhundert neunzig sieben, zween Pferde in dem Wald bei Abenteuer gestohlen?“
- Antw.: „Ja, ich war damals von Philipp Mosebach der seither zu Koblenz guillotinirt worden ist, begleitet.“
- Frage 184: „Wem habt ihr die Pferde verkauft?“
- Antw.: „Mosebach hat sie dem Schulmeister von Reschid bei Simmern verkauft; ich war nicht gegenwärtig beim Verkauf, aber ich habe Ursache zu glauben, daß der Namens Michel Kezer von Lipshausen mit besagtem Schulmeister in Gesellschaft gewesen. Der nämliche Kezermichel hat schon vorher von mir und besagtem Mosebach, zwei Pferde welche ich zu Oberreitenbach mit Jakob Fink von Weiler und Peter Keesgen von Lauschid gestohlen hatte, gekauft. Der Verkauf geschah in dem bei Lipshausen gelegenen Wald mittelst fünfzehn Louisd'ors.“
- Frage 477: „Kennet ihr einen Namens Balthasar Lucas von Lippshausen?“
- Antw.: „Ich weiß daß es ein Kamerad vom Schwarz-Peter, vom Philipp Mosebach dem sogenannten Jäger-Philipp und vom Dicke-Jakob von Lippshausen war; der Familien-Namen des Letztern ist, wenn ich mich nicht irre Friedrich; Er ist auch mit Heinrich Schneider von Seibersbach, Krug-Rickes genannt in Verbindung. Ich kenne die Verbrechen nicht, welche er mit diesen Individuen begangen haben kann. Er war mit mir, dem Jakob Finck von Weiler, Johann Seibert von Lippshausen, Velte-Weimerts-Hannes von Seibertsbach, welcher diesen Krieg hindurch unter den Jäger des fränkischen Kreises gedient hat, als wir vor vier Jahren versuchten einen Diebstahl in dem Hause eines Kaufmanns in Oberwesel zu begehen. Balthasar Lukas hatte die Gegend ausgespähet. Ich stieg auf eine Leiter um in das Gewölb im ersten Stock zu gehen, öffnete einen Laden, glaubend, er führe in das Gewölb, aber es war das Schlafzimmer der Tochter des Kaufmanns, welche einen solchen Lärm machte, daß wir unserm Vorhaben entsagen musten. Sechs Monate zuvor hat der nemliche Balthasar Lukas in der Folge eines Streits, welchen ich mit ihm hatte, mich durch einen Flintenschuß, in dem Haus und in Gegenwart des Johann Caspar von Lippshausen verwundet.“

Der Überfall auf die Sprinker Mühle und die Ermordung der Familie Krones ist auch Thema in Hans-Peter Prachts Buch „Blutige Eifel“, einer detaillierten Aufarbeitung historischer Kriminalfälle in der Eifel und der Region um Aachen.

### Viehdiebstähle
Das Hauptgeschäft der Moselbande waren aber Schutzgelderpressung und Viehdiebstahl. Vom Frühjahr bis Winter 1797 beging Mosebach mit Bückler, Hannjörg von Lanscheid, Jakob Fink, Johann Niklas Nagel und Johann Niklas Nau zahlreiche Viehdiebstähle. 47 Hammel kaufte allein der Metzger Franz Andres aus Kirn. Allerdings gelangen die Diebstähle nicht immer. So verfolgte ein Bauer aus Berghausen (Einrich), dem die Räuber drei Hammel gestohlen hatten, Mosebach, Bückler und Fink bis zur Ulrichmühle bei Mörsbach und konnte so wenigstens noch das Fleisch retten.
Eine zeitgenössische Charakterisierung verglich Mosebach und den Schinderhannes:
„Wenn man ihn und seinen Schüler wägt, so hatte Mosebach mehr Verstand und Kälte: Schinderhannes aber ein besseres Herz, und viel jovalischen Sinn.“

## Das Ende
Nach der Gefangennahme eines Teils der Moselbande wurde am 1. September 1799 Anklage erhoben und das Urteil am 11. September verkündigt.
Mosebach und 13 seiner Kumpane kamen am 17. Dezember 1799 in Koblenz unter die Guillotine. „Sechs Armensünder starben armselig, mittelos und jammerten den Mönchen, die sie sich zur Begleitung erbeten hatten, bis zu ihrem Ende etwas vor. Mosebach allein zeigte sich tapfer.“
Er scheint selbst seine Hinrichtung inszeniert zu haben: „Philipp Ludwig Mosebach … ward zu Coblenz wegen eines unbedeutenden Diebstahls guillotinirt. Er hatte Bildung und Verstand. Er verrieth keinen seiner Kameraden, läugnete sein Verbrechen, und marschirte nach dem Tact der Trommel, gekleidet wie ein Stutzer, zur Guillotine, besah mit unbegreiflicher Kälte das Messer und starb.“
Mosebach erklärte noch am Hinrichtungstage, dass „… er wegen Verbrechen, worüber ihn niemand beschuldigt, den Tod verdient habe.“
Eine Wertung von Mosebachs Lebensschicksal gibt Harrach: „Auch bei ihm haben wir ein klassisches Beispiel, wie richtige Erziehung und verzeihendes Eingehen der Elternliebe auf die Eigenart der Kinder viel Unheil verhüten könnte.“